# Пастернак Ігор Борисович
І́гор Бори́сович Пастерна́к — сержант Збройних сил України.

## Нагороди
- орден «За мужність» III ступеня (21.10.2014).
- орден Богдана Хмельницького III ступеня (27.11.2014).